# Catholica Unio
Die Catholica Unio ist ein römisch-katholisches Hilfs- und Informationswerk. Es engagiert sich überwiegend für die mit der römisch-katholischen Kirche unierten Christen (katholische Ostkirchen) im Nahen Osten, in Nordostafrika, Indien und Osteuropa. Gegründet wurde die Organisation durch den deutschen Benediktinermönch Augustinus von Galen im Jahre 1924 als Päpstliches Ostkirchenwerk. Generalpräsident ist seit 2010 der Erzbischof von Salzburg, Alois Kothgasser.

## Aufgaben
Die Arbeit die Organisation ist primär an der Unterstützung des Christlichen Orients orientiert. Es wird zum Beispiel den unierten Ostkirchen in Äthiopien, Südwestindien, Osteuropa geholfen. Hilfeleistungen erhalten unierte ostkirchliche Immigrantengemeinschaften in Nordamerika, Südamerika bis nach Australien. Praktische Hilfe wird unter anderem für die Ausbildung des Klerus und für die Laien angeboten, ferner die Errichtung von christlichen Einrichtungen und Kirchen unterstützt. Diese Hilfeleistungen werden neben dem Hilfswerk auch durch den Heiligen Stuhl durch das Dikasterium für die orientalischen Kirchen ermöglicht.
Um die benötigten Hilfsleistungen zu optimieren, nimmt das Hilfswerk halbjährlich an der „Konferenz Katholischer Ostkirchenhilfswerke“ ROACO teil. Die soziale, gemeinschaftliche Zusammenarbeit zwischen den Katholischen Ostkirchenhilfswerken und die Organisation beinhaltet konkret die Ausstattung von Kliniken in Ägypten, die Umsetzung von Ausbildungsprogrammen für verarmte Frauen in Eritrea, die Renovierung von Schulen in Äthiopien, Errichtung von Hospizeinrichtungen für Todkranke in Indien, die Unterstützung von Gemeindezentren im Libanon und die Renovierung städtischer Einrichtungen in Palästina.

## Humanitäre Hilfe
Bei den humanitären Hilfsleistungen die Organisation spielt allein die Bedürftigkeit des Mitmenschen eine Rolle, die Ethnie, Religionszugehörigkeit oder die Staatsbürgerschaft hingegen nicht.

## Ökumene und Zusammenarbeit
In der christlichen Ökumene arbeitet die Organisation mit anderen christlichen Kirchen auf dem Gebiet der Erstellung und Umsetzung von Hilfsprogrammen eng zusammen. Mit Nichtchristen werden zum Beispiel Entwicklungsprogramme erarbeitet.

## Medien
Ein Informationsmedium der Catholica Unio Internationalis war bis zum Jahr 2014 die in Würzburg zweimonatlich erscheinende Zeitschrift „Der Christliche Osten“. In den USA publiziert das Hilfswerk die Zeitschrift „One“.

## Österreich: Andreas-Petrus-Werk
In Österreich trägt die Catholica Unio seit 1999 den Namen Andreas-Petrus-Werk.